# Frederiksværk-Vinderød Sogn
Frederiksværk-Vinderød Sogn er et sogn i Frederiksværk Provsti (Helsingør Stift). Sognet ligger i Halsnæs Kommune. I Frederiksværk-Vinderød Sogn ligger Frederiksværk Kirke og Vinderød Kirke.
Sognet blev dannet 1. juli 2014 ved en sammenlægning af Frederiksværk Sogn og Vinderød Sogn.
I det tidligere Frederiksværk Sogn findes flg. autoriserede stednavne:
- Frederiksværk (bebyggelse)
- Magleblik (bebyggelse)
- Nyhuse (bebyggelse)
- Skovbakken (bebyggelse)

I det tidligere Vinderød Sogn findes flg. autoriserede stednavne:
- Arrenakke (areal)
- Arresødal (bebyggelse, ejerlav)
- Karlsgave (bebyggelse)
- Karsemose (bebyggelse, ejerlav)
- Karsemose Overdrev (bebyggelse)
- På Sandet (areal)
- Vinderød (bebyggelse, ejerlav)
- Vinderød Enghave (bebyggelse)
- Vinderød Skov (bebyggelse)
- Ørkesholm (bebyggelse)
- Åsebro (bebyggelse)